# Stephen Adler
Stephen L. Adler (Nova Iorque, 1939) é um físico estadunidense.

## Dinâmica de traços
Em seu livro Quantum Theory as an Emergent Phenomenon, publicado em 2004, Adler apresentou sua dinâmica de traços, uma estrutura na qual a teoria quântica de campos emerge de uma teoria matricial. Nesta teoria de matrizes, as partículas são representadas por matrizes não comutantes, e os elementos de matriz de partículas bosônicas e fermiônicas são números complexos ordinários e números de Grassmann não comutativos, respectivamente. Usando o princípio da ação, uma Lagrangiana pode ser construída a partir do traço de uma função polinomial dessas matrizes, levando a equações hamiltonianas de movimento. A construção de uma mecânica estatística desses modelos de matriz leva, segundo Adler, a uma "teoria quântica de campos complexos eficazes emergentes".
A Trace Dynamics de Adler foi discutida em relação à teoria do espaço diferencial de sistemas quânticos por Norbert Wiener e Amand Siegel, à sua variante por David Bohm e Jeffrey Bub, e às modificações da equação de Schrödinger por termos adicionais, como o termo potencial quântico ou termos estocásticos e a teorias de variáveis ocultas.

## Publicações
- Stephen L. Adler: Quantum Theory as an Emergent Phenomenon: The Statistical Mechanics of Matrix Models as the Precursor of Quantum Field Theory, Cambridge University Press, 2004, ISBN 978-0-521-11597-1, 978-0-521-83194-9
- Stephen L. Adler: Adventures in Theoretical Physics: Selected Papers of Stephen Adler with Commentaries: Selected Papers with Commentaries, World Scientific Series in 20th Century Physics, World Scientific Publishing Co., 2006, ISBN 978-9-812-56370-5; text at archive.org
- Stephen L. Adler: The Guide to PAMIR, Theory and Use of Parameterized Adaptive Multidimensional Integration Routines, World Scientific Publishing Co., 2012, ISBN 978-981-4425-03-2
- Stephen L. Adler: Quaternionic Quantum Mechanics and Quantum Fields, International Series of Monographs on Physics, Oxford University Press, 1994, ISBN 978-0-195-06643-2[5]